# Manuel A. Odría
Manuel Arturo Odría Amoretti (26. listopadu 1896 – 18. února 1974) byl peruánský vojenský důstojník, v letech 1950–1956 prezident země.
Narodil se ve městě Tarma. Po absolvování vojenské akademie se v roce 1941 účastnil ekvádorsko-peruánské války. V lednu 1947 se stal ministrem vlády a policie za vlády prezidenta Josého Luise Bustamanta y Rivera. V říjnu 1948 vedl státní převrat, po němž se sám ujal vlády. V letech 1948–1950 byl prezidentem junty, následně byl krátce loutkovým prezidentem Zenón Noriega Agüero a od července 1950 pak sám Odría, jediný kandidát ve volbách. V roce 1956 legalizoval opoziční strany a v následných prezidentských volbách se již neúcházel o úřad. Zemřel v Limě ve věku 77 let.